# CARIFTA Games 2023
Die 50. CARIFTA Games fanden vom 8. bis zum 10. April 2023 in der bahamaischen Hauptstadt Nassau im Thomas A. Robinson National Stadium statt, womit die Veranstaltung zum achten Mal in der bahamaischen Hauptstadt stattfand. Teilnahmeberechtigt sind alle Staaten, die Teil der Caribbean Free Trade Association (CARIFTA) sind. Es wurden Wettbewerbe in der U20-Altersklasse sowie in der U17-Altersklasse ausgetragen.

## Ergebnisse

### Männer U20

#### 100 m
| Platz | Athlet          | Land | Zeit (s) |
| ----- | --------------- | ---- | -------- |
| 1     | Davonte Howell  | CAY  | 10,30    |
| 2     | Carlos Brown    | BAH  | 10,38 PB |
| 3     | Adam Musgrove   | BAH  | 10,44 PB |
| 4     | Ajani Daley     | ATG  | 10,52    |
| 5     | Aragorn Straker | BAR  | 10,54    |
| 6     | Jaiden Reid     | CAY  | 10,63    |
| 7     | Revell Webster  | TTO  | 10,66    |
| 8     | Shamarie Newton | SKN  | 10,78    |

Wind: +1,9 m/s

#### 200 m
| Platz                 | Athlet             | Land | Zeit (s) |
| --------------------- | ------------------ | ---- | -------- |
| 1                     | Malique Smith-Band | JAM  | 20,69 PB |
| 2                     | Javorne Dunkley    | JAM  | 20,88 PB |
| 3                     | Adam Musgrove      | BAH  | 20,96 PB |
| 4                     | Ezekiel Newton     | GUY  | 21,22 PB |
| 5                     | Joshua Mascall     | TTO  | 21,45 PB |
|                       | Elisha Williams    | GRN  | DSQ      |
| Amani Mascoll-Beckles | BAR                | DNS  |          |
| Aragorn Straker       | BAR                | DNS  |          |

Wind: +1,5 m/s

#### 400 m
| Platz | Athlet          | Land | Zeit (s) |
| ----- | --------------- | ---- | -------- |
| 1     | Jasauna Dennis  | JAM  | 46,43    |
| 2     | Delano Kennedy  | JAM  | 46,50    |
| 3     | Amal Glasgow    | VIN  | 47,18    |
| 4     | Allan Lacroix   | GLP  | 47,37 PB |
| 5     | Wesley Noble    | GUY  | 48,45    |
| 6     | Nakiel Denoon   | TTO  | 49,75    |
| 7     | Philip Grey Jr. | BAH  | 49,39    |
| 8     | Elisha Williams | GRN  | 49,43    |

#### 800 m
| Platz | Athlet              | Land | Zeit (min) |
| ----- | ------------------- | ---- | ---------- |
| 1     | Nathan Cumberbatch  | TTO  | 1:51,34    |
| 2     | Favian Gollop       | BAR  | 1:52,33 PB |
| 3     | Stefan Camejo       | TTO  | 1:52,92 PB |
| 4     | Sancho Smith        | BER  | 1:53,21 PB |
| 5     | Jahshani Farrington | IVB  | 1:55,79 SB |
| 6     | Alexander Caines    | SKN  | 1:56,85 PB |
| 7     | Joshim Sylvester    | GRN  | 2:10,07    |
|       | Seon Booker         | GUY  | DNF        |

#### 1500 m
| Platz | Athlet               | Land | Zeit (min) |
| ----- | -------------------- | ---- | ---------- |
| 1     | Ainsley Campbell     | JAM  | 4:05,54    |
| 2     | Kahzi Sealey         | BER  | 4:06,34    |
| 3     | Seon Booker          | GUY  | 4:08,38 PB |
| 4     | Augustin Blasczyk    | MTQ  | 4:01,70 PB |
| 5     | Michael Dizon-Bumann | ISV  | 4:09,72    |
| 6     | Tafari Waldron       | TTO  | 4:10,26    |
| 7     | Omare Thompson       | TTO  | 4:10,94    |
| 8     | Alexander Caines     | SKN  | 4:20,41    |

#### 5000 m
| Platz | Athlet              | Land | Zeit (min) |
| ----- | ------------------- | ---- | ---------- |
| 1     | Tafari Waldron      | TTO  | 15:33,38   |
| 2     | Kahzi Sealey        | BER  | 15:36,57   |
| 3     | Jake Brislane       | BER  | 15:45,84   |
| 4     | Mark Dwarika        | TTO  | 16:15,65   |
| 5     | Isiah Jacott        | SUR  | 16:20,67   |
| 6     | Christopher Saintus | BAH  | 16:25,83   |
| 7     | Augustin Blasczyk   | MTQ  | 16:28,11   |
| 8     | Odida Parkinson     | GUY  | 16:31,27   |

#### 110 m Hürden (99 cm)
| Platz | Athlet            | Land | Zeit (s) |
| ----- | ----------------- | ---- | -------- |
| 1     | Demario Prince    | JAM  | 13,37 PB |
| 2     | Otto Laing        | BAH  | 13,49 PB |
| 3     | Nikkolai Kennedy  | BAR  | 14,02 PB |
| 4     | Tayshaun Robinson | BAH  | 14,05 PB |
| 5     | Jadon Pearce      | BAR  | 10,54    |
| 6     | Omari Bennett     | ISV  | 14,47    |
| 7     | Kelyann Hypolite  | GLP  | 14,62    |
|       | Shaquane Gordon   | JAM  | DSQ      |

Wind: +2,0 m/s

#### 400 m Hürden
| Platz | Athlet            | Land | Zeit (s) |
| ----- | ----------------- | ---- | -------- |
| 1     | Roshawn Clarke    | JAM  | 49,92 SB |
| 2     | Antonio Forbes    | JAM  | 51,72    |
| 3     | Shimar Bain       | BAH  | 52,48 PB |
| 4     | Craig Prendergast | ATG  | 53,07 PB |
| 5     | Dorian Charles    | TTO  | 54,71    |
| 6     | A'Shaun Wilkinson | SKN  | 56,93 PB |

Wind: +2,0 m/s

#### 4 × 100 m Staffel
| Platz | Land                     | Athleten                                                         | Zeit (s) |
| ----- | ------------------------ | ---------------------------------------------------------------- | -------- |
| 1     | Jamaika                  | Javorne Dunkley Shaquane Gordon Demario Prince Deandre Daley     | 39,68    |
| 2     | Bahamas                  | Zachary Evans Jeremiah Adderley Zion Campbell Carlos Brown Jr.   | 39,78    |
| 3     | Trinidad und Tobago      | Keone John Joshua Mascall Noel Jordan Michael Jack               | 40,83    |
| 4     | Barbados                 | Amari Knight T'Shaun Sealy Amani Mascoll-Beckles Aragorn Straker | 40,85    |
| 5     | Cayman Islands           | Alex Gordon Davonte Howell Ty Goddard Jaiden Reid                | 40,91    |
| 6     | Guadeloupe               | Allan Lacroix Ylann Bizasene Jeremy Dalphrase Thomas Dinane      | 41,26    |
| 7     | Britische Jungferninseln |                                                                  | 42,81    |
|       | Turks- und Caicosinseln  |                                                                  |          |

#### 4 × 400 m Staffel
| Platz | Land                     | Athleten                                                               | Zeit (min) |
| ----- | ------------------------ | ---------------------------------------------------------------------- | ---------- |
| 1     | Jamaika                  | Jasauna Dennis Roshawn Clarke Delano Kennedy Malique Smith-Band        | 3:07,68    |
| 2     | Trinidad und Tobago      | Cyril Sumner Nakiel Denoon Joshua Mascall Nathan Cumberbatch           | 3:09,97    |
| 3     | Grenada                  | Rickyle Telemaque Elisha Williams Jayden Phillip Taigon Peterkin       | 3:10,59    |
| 4     | Bahamas                  | Turmani Skinner Shimar Bain Clinton Laguerre Philip Gray               | 3:12,96    |
| 5     | Barbados                 | Amir Gustave Amari Knight Nikkolai Kennedy Favian Gollop               | 3:16,78    |
| 6     | St. Kitts und Nevis      | Stephan Balson Jelani Johnson Alexander Caines Shamarie Newton-Roberts | 3:18,91    |
| 7     | Britische Jungferninseln | Khamauri Crabbe M'Khori Crabbe Jonathan Lynch Mikei George             | 3:18,98    |
| 8     | Bermuda                  | Jauza James Simeon Hayward Denver Tucker Seer Carey                    | 3:20,71    |

#### Hochsprung
| Platz | Athlet            | Land | Höhe (m) |
| ----- | ----------------- | ---- | -------- |
| 1     | Chavez Penn       | JAM  | 2,00     |
| 1     | Brandon Pottinger | JAM  | 2,00     |
| 3     | Jaidi James       | TTO  | 1,95     |
| 4     | Josh Gardener     | CAY  | 1,95 =SB |
| 4     | Jermahd Huggins   | SKN  | 1,95     |

#### Stabhochsprung
| Platz | Athlet             | Land | Höhe (m)   |
| ----- | ------------------ | ---- | ---------- |
| 1     | Brenden Vanderpool | BAH  | 5,06 CR NR |
| 2     | Jeremiah Felix     | LCA  | 4,60 =PB   |
| 3     | Tyler Cash         | BAH  | 4,45 PB    |
| 4     | Tedre O’Neil       | VIN  | 3,80       |
| 5     | Lucas Montabord    | MTQ  | 3,60       |
| 6     | Arthur-Lee William | LCA  | 3,60       |
| 7     | Lucas Ledoux       | MTQ  | 3,45       |

#### Weitsprung
| Platz | Athlet            | Land | Weite (m) |
| ----- | ----------------- | ---- | --------- |
| 1     | Andrew Stone      | CAY  | 7,54 PB   |
| 2     | Demario Prince    | JAM  | 7,44 PB   |
| 3     | Mateo Smith       | BAH  | 7,44 PB   |
| 4     | Ylann Bizasene    | GLP  | 7,22 PB   |
| 5     | Andrew Steele     | TTO  | 7,16 PB   |
| 6     | Johnathan Rodgers | BAH  | 7,15 w    |
| 7     | Jeremy Vertueux   | MTQ  | 6,83      |
| 8     | Trevon Hamer      | GUY  | 6,58      |

#### Dreisprung
| Platz | Athlet            | Land | Weite (m) |
| ----- | ----------------- | ---- | --------- |
| 1     | Jaydon Hibbert    | JAM  | 16,11     |
| 2     | La'Quan Ellis     | BAH  | 14,92     |
| 3     | Trevon Hamer      | GUY  | 14,89     |
| 4     | Johnathan Rodgers | BAH  | 14,48     |
| 5     | Joas Mejia        | BIZ  | 14,33 PB  |
| 6     | Mattis Merine     | MTQ  | 13,95     |

#### Kugelstoßen (6,0 kg)
| Platz | Athlet            | Land | Weite (m) |
| ----- | ----------------- | ---- | --------- |
| 1     | Kobe Lawrence     | JAM  | 18,55     |
| 2     | Shaiquan Dunn     | JAM  | 17,65     |
| 3     | Antwon Walkin     | TKS  | 15,24 PB  |
| 4     | Robert Deal       | BAH  | 15,21 PB  |
| 5     | Darvioun Rigby    | TKS  | 15,01 PB  |
| 6     | Nathaniel McHardy | BAH  | 14,93 PB  |
| 7     | Andre Smikle      | IVB  | 14,33 PB  |
| 8     | Razi Garland      | BER  | 11,14     |

#### Diskuswurf (1,75 kg)
| Platz | Athlet           | Land | Weite (m) |
| ----- | ---------------- | ---- | --------- |
| 1     | Kobe Lawrence    | JAM  | 60,27     |
| 2     | Shaiquan Dunn    | JAM  | 57,28     |
| 3     | Antwon Walkin    | TKS  | 52,25 PB  |
| 4     | Jeron James      | TTO  | 47,25 SB  |
| 5     | Andre Smikle     | IVB  | 47,02     |
| 6     | Kaden Cartwright | BAH  | 43,40 PB  |
| 7     | Robert Deal      | BAH  | 450,70    |
| 8     | Razi Garland     | BER  | 30,12     |

#### Speerwurf
| Platz | Athlet            | Land | Weite (m) |
| ----- | ----------------- | ---- | --------- |
| 1     | Kaden Cartwright  | BAH  | 64,07 PB  |
| 2     | Dorian Charles    | TTO  | 61,58     |
| 3     | Cameron Thomas    | GRN  | 60,12     |
| 4     | Lebron James      | TTO  | 58,70     |
| 5     | Rayvohn Telesford | GRN  | 58,13     |
| 6     | Razi Garland      | BER  | 44,62     |
| 7     | Courtney Williams | JAM  | 43,62 PB  |

#### Achtkampf
| Platz | Athlet          | Land | Weite (m) |
| ----- | --------------- | ---- | --------- |
| 1     | Court Williams  | JAM  | 5253      |
| 2     | Lavar Deveaux   | BAH  | 5197      |
| 3     | Jauza James     | BER  | 4850      |
| 4     | Jermahd Huggins | SKN  | 4813      |
| 5     | Omari Bennett   | ISV  | 4772      |
| 6     | Mycha Claxton   | IVB  | 4719      |
| 7     | Jeremi Francis  | TTO  | 4654      |
| 8     | Kimani Kent     | TTO  | 4457      |

### Frauen U20

#### 100 m
| Platz | Athletin            | Land | Zeit (s) |
| ----- | ------------------- | ---- | -------- |
| 1     | Alana Reid          | JAM  | 11,17    |
| 2     | Alexis James        | JAM  | 11,53    |
| 3     | Sanaa Frederick     | TTO  | 11,65 PB |
| 4     | Geolyna Dowdye      | ATG  | 11,88 PB |
| 5     | Shatalya Dorsett    | BAH  | 11,90    |
| 6     | Khristel Martindale | BAR  | 11,97    |
| 7     | La’Nica Locker      | ATG  | 11,97    |
| 8     | Amari Pratt         | BAH  | 12,06    |

Wind: −1,0 m/s

#### 200 m
| Platz           | Athletin            | Land | Zeit (s) |
| --------------- | ------------------- | ---- | -------- |
| 1               | Sanaa Frederick     | TTO  | 23,60 PB |
| 2               | Kenyatta Grate      | IVB  | 24,11 PB |
| 3               | Amari Pratt         | BAH  | 24,17    |
| 4               | Khristel Martindale | BAR  | 24,25 PB |
| 5               | Geolyna Dowdye      | ATG  | 24,73    |
| 6               | Tara Lafontaine     | GUF  | 25,01 PB |
|                 | La’Nica Locker      | ATG  | DSQ      |
| Sabrina Dockery | JAM                 | DSQ  |          |

Wind: +0,9 m/s

#### 400 m
| Platz | Athletin          | Land | Zeit (s) |
| ----- | ----------------- | ---- | -------- |
| 1     | Rickianna Russell | JAM  | 51,84    |
| 2     | Javonya Valcourt  | BAH  | 52,12 PB |
| 3     | Lacarthea Cooper  | BAH  | 53,12 PB |
| 4     | Kacian Powell     | JAM  | 53,68    |
| 5     | Jamara Patterson  | GRN  | 54,37    |
| 6     | Kaelyaah Liburd   | IVB  | 54,76 SB |
| 7     | Brieanna Boyce    | BAR  | 56,37 PB |
| 8     | Victoria Guerrier | HAI  | 58,25    |

#### 800 m
| Platz | Athletin          | Land | Zeit (min) |
| ----- | ----------------- | ---- | ---------- |
| 1     | Michelle Smith    | ISV  | 2:09,72    |
| 2     | Layla Haynes      | BAR  | 2:11,90    |
| 3     | Victoria Guerrier | HAI  | 2:11,99 PB |
| 4     | Kishay Rowe       | JAM  | 2:11,99    |
| 5     | Jasmine Mackey    | BAH  | 2:16,92 PB |
| 6     | Treasure Burrows  | BAH  | 2:17,70 PB |
| 7     | Shayla Cann       | BER  | 2:20,80 PB |
| 8     | T'Aanna Liburd    | SKN  | 2:24,39    |

#### 1500 m
| Platz | Athletin            | Land | Zeit (min) |
| ----- | ------------------- | ---- | ---------- |
| 1     | Layla Haynes        | BAR  | 4:53,29    |
| 2     | Kishay Rowe         | JAM  | 4:53,79    |
| 3     | Jody-Ann Mitchell   | JAM  | 4:54,09    |
| 4     | Attoya Harvey       | GUY  | 4:55,99    |
| 5     | Kayleigh Ford       | TTO  | 5:00,98    |
| 6     | Akaya Lightbourne   | BAH  | 5:06,85    |
| 7     | Jasmine Mackey      | BER  | 5:09,43    |
| 8     | Vera Elise Bakmeyer | ARU  | 5:15,43    |

#### 3000 m
| Platz | Athletin          | Land | Zeit (min) |
| ----- | ----------------- | ---- | ---------- |
| 1     | Kaydeen Johnson   | JAM  | 10:41,11   |
| 2     | Attoya Harvey     | GUY  | 10:45,74   |
| 3     | Akaya Lightbourne | BAH  | 10:47,01   |
| 4     | Aniqah Bailey     | TTO  | 10:51,79   |
| 5     | Dena-Marie Barby  | CUW  | 10:52,76   |
| 6     | Jaeda Grant       | BER  | 11:05,45   |
| 7     | Fenella Wightman  | BER  | 11:28,44   |
|       | Mallory Meyers    | BIZ  | DNF        |

#### 100 m Hürden
| Platz | Athletin        | Land | Zeit (s)    |
| ----- | --------------- | ---- | ----------- |
| 1     | Alexis James    | JAM  | 13,06 CR SB |
| 2     | Asharria Ulett  | JAM  | 13,24 PB    |
| 3     | Nya Browne      | BAR  | 13,80 PB    |
| 4     | Maliah Edwards  | BAR  | 14,19 PB    |
| 5     | Tanisha Palmier | GUF  | 14,86 PB    |
| 6     | L'aura Golding  | BER  | 15,74       |

Wind: +0,9 m/s

#### 400 m Hürden
| Platz | Athletin            | Land | Zeit (s) |
| ----- | ------------------- | ---- | -------- |
| 1     | Michelle Smith      | ISV  | 57,69 SB |
| 2     | Tony-Ann Beckford   | JAM  | 58,94    |
| 3     | Alliah Baker        | JAM  | 59,55    |
| 4     | Natasha Fox         | TTO  | 60,28    |
| 5     | Keneisha Shelbourne | TTO  | 64,12    |
| 6     | Brieanna Boyce      | BAR  | 64,17    |
| 7     | Gloria Guerrier     | HAI  | 64,91    |
| 8     | Amely Pulcherie     | GUF  | 67,22    |

#### 4 × 100 m Staffel
| Platz | Land                     | Athletinnen                                                     | Zeit (s) |
| ----- | ------------------------ | --------------------------------------------------------------- | -------- |
| 1     | Jamaika                  | Asharria Ulett Alana Reid Alexis James Alliah Baker             | 44,01    |
| 2     | Trinidad und Tobago      | Reneisha Andrews Janae De Gannes Solé Frederick Sanaa Frederick | 45,35    |
| 3     | Bahamas                  | Shatalya Dorsett Amari Pratt Lacarthea Cooper Quincy Penn       | 45,55    |
| 4     | Antigua und Barbuda      | Alyssa Dyett La'Nica Locker Janisha Spencer Geolyna Dowdye      | 46,40    |
| 5     | Britische Jungferninseln | Ami Todman Kenyatta Grate Ariyah Smith Kaelyaah Liburd          | 46,67    |
| 6     | Französisch-Guayana      | Tanisha Palmier Jessika Ringuet Tara Lafontaine Amely Pulcherie | 47,49    |

#### 4 × 400 m Staffel
| Platz | Land                     | Athletinnen                                                        | Zeit (min) |
| ----- | ------------------------ | ------------------------------------------------------------------ | ---------- |
| 1     | Jamaika                  | Tony-Ann Beckford Rickianna Russell Kacian Powell Abigail Campbell | 3:33,35    |
| 2     | Trinidad und Tobago      | Sanaa Frederick Solé Frederick Keneisha Shelbourne Natasha Fox     | 3:44,19    |
| 3     | Bahamas                  | Quincy Penn Shatalya Dorsett Melvinique Gibson Nya Wright          | 3:47,68    |
| 4     | Britische Jungferninseln | Kaelyaah Liburd Kenyatta Grate Akeela McMaster Ashleigh Penn       | 3:51,57    |
| 5     | Bermuda                  |                                                                    | 3:57,56    |
| 6     | St. Kitts und Nevis      |                                                                    | 4:00,16    |

#### Hochsprung
| Platz | Athletin            | Land | Höhe (m) |
| ----- | ------------------- | ---- | -------- |
| 1     | Torian Caven        | JAM  | 1,81     |
| 2     | Deijanae Bruce      | JAM  | 1,78 =PB |
| 3     | Keneisha Shelbourne | TTO  | 1,75 PB  |
| 4     | Vanessa Mercera     | CUW  | 1,70     |
| 5     | Jenneil Jacobie     | LCA  | 1,70     |
| 6     | Koi Adderley        | BAH  | 1,65 PB  |
| 7     | Mikayla Gumbs       | SKN  | 1,65 PB  |
|       | Kaelie Sanogo       | MTQ  | NH       |

#### Stabhochsprung
| Platz | Athletin          | Land | Höhe (m) |
| ----- | ----------------- | ---- | -------- |
| 1     | Naya Jules        | LCA  | 2,80     |
| 2     | Naima Caprice     | MTQ  | 2,70     |
| 3     | Lou-Anna Pronzola | MTQ  | 2,60     |

#### Weitsprung
| Platz | Athletin             | Land | Weite (m) |
| ----- | -------------------- | ---- | --------- |
| 1     | Jade-Ann Dawkins     | JAM  | 6,14 PB   |
| 2     | Janae De Gannes      | TTO  | 5,93      |
| 3     | Deijanae Bruce       | JAM  | 5,78 SB   |
| 4     | Lanaisha Lubin       | BAH  | 5,43      |
| 5     | Gianna Paul          | TTO  | 5,34      |
| 6     | April Adderley       | BAH  | 5,24      |
| 7     | Renia Smith          | CAY  | 5,21 SB   |
| 8     | Marie-Myriam Duranty | MTQ  | 5,19 PB   |

#### Dreisprung
| Platz | Athletin                   | Land | Weite (m) |
| ----- | -------------------------- | ---- | --------- |
| 1     | Jade-Ann Dawkins           | JAM  | 13,05     |
| 2     | Lanaisha Lubin             | BAH  | 12,40     |
| 3     | Kayssia Hudson             | GUF  | 12,22     |
| 4     | Keneisha Shelbourne        | TTO  | 11,95     |
| 5     | Apryl Adderley             | BAH  | 11,53     |
| 6     | Talyrie Vitalis            | GLP  | 11,51     |
| 7     | Alyssa Dyett               | ATG  | 11,29     |
| 8     | Bercheycke van Sherellethy | SUR  | 11,62     |

#### Kugelstoßen
| Platz | Athletin          | Land | Weite (m) |
| ----- | ----------------- | ---- | --------- |
| 1     | Britannia Johnson | JAM  | 14,54     |
| 2     | Britannie Johnson | JAM  | 13,74     |
| 3     | Joy Edward        | LCA  | 13,53 PB  |
| 4     | Annae Mackey      | BAH  | 13,25 PB  |
| 5     | Jinelle Campbell  | TTO  | 12,83 PB  |
| 6     | Kiana Nosile      | HAI  | 12,47 PB  |
| 7     | Savianna Joseph   | IVB  | 12,21     |
| 8     | Calea Jackson     | BAH  | 11,63 PB  |

#### Diskuswurf
| Platz | Athletin          | Land | Weite (m) |
| ----- | ----------------- | ---- | --------- |
| 1     | Abigail Martin    | JAM  | 53,30     |
| 2     | Cedricka Williams | JAM  | 53,08     |
| 3     | Princesse Hyman   | GLP  | 48,81 SB  |
| 4     | Calea Jackson     | BAH  | 46,47     |
| 5     | Lalenii Grant     | TTO  | 43,05     |
| 6     | Jinelle Campbell  | TTO  | 41,74 PB  |
| 7     | Clara Malespine   | GLP  | 41,25     |
| 8     | Nicholas Jamelia  | GRN  | 39,81 PB  |

#### Speerwurf
| Platz | Athletin          | Land | Weite (m) |
| ----- | ----------------- | ---- | --------- |
| 1     | Anisha Gibbons    | GUY  | 47,96     |
| 2     | Korann Colet      | GUF  | 45,32 SB  |
| 3     | Vanessa Sawyer    | BAH  | 43,37 PB  |
| 4     | Asabi Callender   | BAR  | 41,81 SB  |
| 5     | Suerena Alexander | GRN  | 41,39 PB  |
| 6     | Jahzar Claxton    | SKN  | 41,36 NR  |
| 7     | Kenika Cassar     | TTO  | 41,20     |
| 8     | Aliyah Gidharry   | GRN  | 35,52     |

#### Siebenkampf
| Platz | Athletin          | Land | Punkte  |
| ----- | ----------------- | ---- | ------- |
| 1     | Sherika Christie  | JAM  | 5007 PB |
| 2     | Jahzar Claxton    | SKN  | 4614 PB |
| 3     | Gianna Paul       | TTO  | 4594 PB |
| 4     | Kaelie Sanogo     | MTQ  | 4233 PB |
| 5     | Clementine Carias | GLP  | 4174 PB |
| 6     | Samayaa Connell   | VIN  | 4068 PB |
| 7     | Tenique Vincent   | TTO  | 4029    |

### Männer U17

#### 100 m
| Platz | Athlet         | Land | Zeit (s) |
| ----- | -------------- | ---- | -------- |
| 1     | Tramaine Todd  | JAM  | 10,52    |
| 2     | Ishmael Rolle  | BAH  | 10,62 PB |
| 3     | Ethan Sam      | GRN  | 10,71    |
| 4     | Kasiya Daley   | ATG  | 10,94    |
| 5     | Chesson Liburd | SKN  | 11,00    |
| 6     | Cleon Joseph   | ATG  | 11,00    |
| 7     | Kadem Chinapoo | TTO  | 11,02    |
| 8     | Trent Ford     | BAH  | 11,04    |

Wind: +1,1 m/s

#### 200 m
| Platz | Athlet         | Land | Zeit (s) |
| ----- | -------------- | ---- | -------- |
| 1     | Cayden Smith   | BAH  | 21,70 PB |
| 2     | Ethan Sam      | GRN  | 21,96    |
| 3     | Andrew Brown   | BAH  | 22,03    |
| 4     | Dontae Watson  | JAM  | 22,07 PB |
| 5     | Jaylen Bennett | SKN  | 22,07 PB |
| 6     | Cleon Joseph   | ATG  | 22,19 PB |
| 7     | Donte Mendes   | JAM  | 22,27    |
| 8     | J'Den Jackson  | IVB  | 22,55    |

Wind: +1,9 m/s

#### 400 m
| Platz | Athlet              | Land | Zeit (s) |
| ----- | ------------------- | ---- | -------- |
| 1     | Nickecoy Bramwell   | JAM  | 47,86 PB |
| 2     | Jaylen Bennett      | SKN  | 48,59    |
| 3     | Andrew Brown        | BAH  | 49,01 PB |
| 4     | Zion Shepherd       | BAH  | 49,30 PB |
| 5     | Malachi Austin      | GUY  | 49,55    |
| 6     | DeJaun Grant        | GUY  | 49,75    |
| 7     | Kenrick Sharpe      | JAM  | 50,78    |
|       | Kaden Dowrich-Roach | BAR  | DNS      |

#### 800 m
| Platz | Athlet          | Land | Zeit (min) |
| ----- | --------------- | ---- | ---------- |
| 1     | Javon Roberts   | GUY  | 1:56,64 PB |
| 2     | Delano Todd     | JAM  | 1:57,44 PB |
| 3     | Brandon Leacock | TTO  | 1:58,17 PB |
| 4     | Rasheed Pryce   | JAM  | 1:58,39    |
| 5     | Keelorn Moses   | GRN  | 1:59,56 PB |
| 6     | Carlos Brison   | SXM  | 2:00,15    |
| 7     | Tyrone Conliffe | BAH  | 2:00,92    |
| 8     | Dylan Morin     | MTQ  | 2:01,74    |

#### 1500 m
| Platz | Athlet          | Land | Zeit (min) |
| ----- | --------------- | ---- | ---------- |
| 1     | Demetire Meyers | BIZ  | 4:11,19    |
| 2     | Javon Roberts   | GUY  | 4:13,63    |
| 3     | Joel Morgan     | JAM  | 4:13,82    |
| 4     | Tajahari Rogers | BER  | 4:15,16    |
| 5     | Love Joseph     | TKS  | 4:15,33    |
| 6     | Wyndel Beyde    | ARU  | 4:15,93    |
| 7     | Carlos Brison   | SXM  | 4:26,56    |
| 8     | Ejay George     | GRN  | 4:21,00    |

#### 3000 m
| Platz | Athlet           | Land | Zeit (min) |
| ----- | ---------------- | ---- | ---------- |
| 1     | Demetire Meyers  | BIZ  | 09:08,56   |
| 2     | Ejay George      | GRN  | 09:36,82   |
| 3     | Love Joseph      | TKS  | 09:37,46   |
| 4     | Henreek Francois | VIN  | 09:44,39   |
| 5     | Luke McIntyre    | BAR  | 09:44,66   |
| 6     | Isaiah Alder     | TTO  | 10:00,36   |
| 7     | Ross Martin      | BAH  | 10:00,95   |
| 8     | Raydrick Maduro  | ARU  | 10:05,16   |

#### 110 m Hürden (91 cm)
| Platz | Athlet           | Land | Zeit (s)    |
| ----- | ---------------- | ---- | ----------- |
| 1     | Kahiem Carby     | JAM  | 13,49 CR PB |
| 2     | Shakir Lewis     | JAM  | 14,20 PB    |
| 3     | Quinton Rolle    | BAH  | 14,49 PB    |
| 4     | Kenny Moxey      | BAH  | 14,58 PB    |
| 5     | Andy Mertosetiko | GUF  | 14,74 PB    |
| 6     | Akanye Francis   | SKN  | 14,99 PB    |
| 7     | Tyrique Vincent  | TTO  | 15,36 PB    |
| 8     | Tristan Carias   | GLP  | 15,96       |

Wind: +0,4 m/s

#### 400 m Hürden (84 cm)
| Platz | Athlet          | Land | Zeit (s) |
| ----- | --------------- | ---- | -------- |
| 1     | Akanye Francis  | SKN  | 54,14    |
| 2     | Deandre Gayle   | JAM  | 55,10    |
| 3     | Demarco Bennett | JAM  | 55,27    |
| 4     | Quinton Rolle   | BAH  | 55,44 PB |
| 5     | Zion Davis      | BAH  | 58,68    |

#### 4 × 100 m Staffel
| Platz | Land                     | Athleten | Zeit (s) |
| ----- | ------------------------ | -------- | -------- |
| 1     | Bahamas                  |          | 41,46    |
| 2     | Grenada                  |          | 41,95    |
| 3     | Trinidad und Tobago      |          | 42,51    |
| 4     | Britische Jungferninseln |          | 42,59    |
| 5     | Antigua und Barbuda      |          | 42,79    |
| 6     | Cayman Islands           |          | 43,29    |

#### 4 × 400 m Staffel
| Platz | Land                    | Athleten | Zeit (min) |
| ----- | ----------------------- | -------- | ---------- |
| 1     | Jamaika                 |          | 3:19,04    |
| 2     | Bahamas                 |          | 3:20,47    |
| 3     | Trinidad und Tobago     |          | 3:23,74    |
| 4     | Bermuda                 |          | 3:40,41    |
| 5     | Turks- und Caicosinseln |          | 3:45,06    |

#### Hochsprung
| Platz | Athlet          | Land | Höhe (m) |
| ----- | --------------- | ---- | -------- |
| 1     | Michael Neil    | JAM  | 1,95 PB  |
| 2     | Kaleb Campbell  | TTO  | 1,95 PB  |
| 3     | Joshua Williams | BAH  | 1,90     |
| 4     | Keante Brooks   | AIA  | 1,85     |
| 5     | Erris Pratt     | BAH  | 1,85     |
| 6     | Melique Evans   | TKS  | 1,80     |
| 7     | Ezekiel Saul    | GUY  | 1,75     |
| 8     | Shamar Garland  | TKS  | 1,70     |

#### Weitsprung
| Platz | Athlet         | Land | Weite (m) |
| ----- | -------------- | ---- | --------- |
| 1     | Immani Mathew  | TTO  | 7,13 PB   |
| 2     | Aaron Massiah  | BAR  | 6,49      |
| 3     | Anthonya Chin  | CAY  | 6,48      |
| 4     | Euan Young     | JAM  | 6,37      |
| 5     | J’Aivar Cato   | VIN  | 6,34      |
| 6     | Kenny Moxey    | BAH  | 6,24 PB   |
| 7     | Jahaziel David | TTO  | 6,13      |
| 8     | Deuel Europe   | GUY  | 6,09      |

#### Dreisprung
| Platz | Athlet        | Land | Weite (m) |
| ----- | ------------- | ---- | --------- |
| 1     | Euan Young    | JAM  | 14,32     |
| 2     | Aaron Massiah | BAR  | 13,93     |
| 3     | Ezekiel Saul  | GUY  | 13,53 PB  |
| 4     | Demian Brice  | BAH  | 13,17     |
| 5     | Daniel Briggs | TTO  | 12,03     |

#### Kugelstoßen (5 kg)
| Platz | Athlet           | Land | Weite (m) |
| ----- | ---------------- | ---- | --------- |
| 1     | Ronaldo Anderson | JAM  | 15,52 PB  |
| 2     | Denzel Phillips  | LCA  | 15,17     |
| 3     | Reuben Bain      | BAH  | 13,78     |
| 4     | Javontae Smith   | JAM  | 13,58     |
| 5     | Jaylen Stuart    | BAH  | 13,40     |
| 6     | Jaydon Nedd      | TTO  | 12,52     |
| 7     | Kaiel Cooper     | TTO  | 11,17     |

#### Diskuswurf (1,5 kg)
| Platz | Athlet          | Land | Weite (m) |
| ----- | --------------- | ---- | --------- |
| 1     | Joseph Salmon   | JAM  | 46,67     |
| 2     | Denzel Phillips | LCA  | 44,31     |
| 3     | Javontae Smith  | JAM  | 43,12     |
| 4     | Jaydon Nedd     | TTO  | 37,06     |
| 5     | Larouche Morley | BAH  | 35,42     |
| 6     | Jaylen Stuart   | BAH  | 30,83     |

#### Speerwurf (700 g)
| Platz | Athlet           | Land | Weite (m) |
| ----- | ---------------- | ---- | --------- |
| 1     | Addison James    | DMA  | 60,16 PB  |
| 2     | Maliek Francis   | ATG  | 50,45     |
| 3     | Tristan Carias   | GLP  | 49,48     |
| 4     | Keelorn Moses    | GRN  | 46,80     |
| 5     | Ronaldo Anderson | JAM  | 46,36     |
| 6     | Mikael Redhead   | GRN  | 39,42     |
| 7     | Dylan Morin      | MTQ  | 37,72     |

### Frauen U17

#### 100 m
| Platz | Athletin           | Land | Zeit (s) |
| ----- | ------------------ | ---- | -------- |
| 1     | Jamiah Nabbie      | BAH  | 11,67 PB |
| 2     | Naomi London       | LCA  | 11,72 PB |
| 3     | Alexxe Henry       | TTO  | 11,81 PB |
| 4     | Natrece East       | JAM  | 11,97    |
| 5     | Thyra Charles      | VIN  | 12,07    |
| 6     | Aniya Nurse        | BAR  | 12,07    |
| 7     | Athaleyha Hinckson | GUY  | 12,12    |
| 8     | Symphony Patrick   | TTO  | 12,21    |

Wind: −0,1 m/s

#### 200 m
| Platz | Athletin        | Land | Zeit (s) |
| ----- | --------------- | ---- | -------- |
| 1     | Jamiah Nabbie   | BAH  | 23,67 PB |
| 2     | Naomi London    | LCA  | 23,72 PB |
| 3     | Natrece East    | JAM  | 23,85 PB |
| 4     | Thyra Charles   | VIN  | 24,12    |
| 5     | Shanoya Douglas | JAM  | 24,24    |
| 6     | Tianna Springer | GUY  | 24,53    |
| 7     | Elise Dickinson | BER  | 24,61    |
| 8     | Aniya Nurse     | BAR  | 25,15    |

Wind: +0,2 m/s

#### 400 m
| Platz | Athletin            | Land | Zeit (s) |
| ----- | ------------------- | ---- | -------- |
| 1     | Tianna Springer     | GUY  | 54,32 PB |
| 2     | Jody-Ann Daley      | JAM  | 54,81    |
| 3     | De'Cheynelle Thomas | SKN  | 55,46    |
| 4     | Rosalee Gallimore   | JAM  | 56,14    |
| 5     | Elise Dickinson     | BER  | 56,85    |
| 6     | Cheffonia Houston   | GRN  | 57,06    |
| 7     | Kadia Rock          | BAR  | 57,49    |
| 8     | Darvinique Dean     | BAH  | 58,25    |

#### 800 m
| Platz | Athletin                    | Land | Zeit (min) |
| ----- | --------------------------- | ---- | ---------- |
| 1     | Alikay Reynolds             | JAM  | 2:14,67    |
| 2     | Ashlyn Simmons              | BAR  | 2:16,28 PB |
| 3     | Chanecia Bryan              | BAR  | 2:16,81 PB |
| 4     | Kevongaye Fowler            | JAM  | 2:16,85    |
| 5     | Erin Barr                   | BAH  | 2:21,50    |
| 6     | Akaree Roberts              | BAH  | 2:21,95    |
| 7     | Natalia Eastman             | TTO  | 2:22,00 PB |
| 8     | Lalia Hodebourg Freire Diaz | MTQ  | 2:23,72    |

#### 1500 m
| Platz | Athletin                    | Land | Zeit (min) |
| ----- | --------------------------- | ---- | ---------- |
| 1     | Ashlyn Simmons              | BAR  | 4:51,65 PB |
| 2     | Dena-Marie Barby            | CUW  | 4:52,57    |
| 3     | Erin Barr                   | BAH  | 4:54,09 PB |
| 4     | Jaeda Grant                 | BER  | 4:56,54 PB |
| 5     | Aniqah Bailey               | TTO  | 4:57,92    |
| 6     | Mallory Meyers              | BIZ  | 5:06,85    |
| 7     | Fenella Wightman            | BER  | 5:12,95    |
| 8     | Lalia Hodebourg Freire Diaz | MTQ  | 5:15,43    |

#### 100 m Hürden (76,0 cm)
| Platz | Athletin        | Land | Zeit (s) |
| ----- | --------------- | ---- | -------- |
| 1     | Bryana Davidson | JAM  | 13,31    |
| 2     | Camoy Binger    | JAM  | 13,51    |
| 3     | Zsa Zsa Frans   | CUW  | 14,26 PB |
| 4     | Alika Harewood  | BAR  | 14,33    |
| 5     | Sofia Swindell  | ISV  | 14,57 PB |
| 6     | Leane Alfred    | GUF  | 14,59 PB |
| 7     | Naima Caprice   | MTQ  | 14,84    |
| 8     | Kewes Gomes     | TTO  | 15,52    |

Wind: +0,4 m/s

#### 400 m Hürden
| Platz | Athletin        | Land | Zeit (s) |
| ----- | --------------- | ---- | -------- |
| 1     | Jody-Ann Daley  | JAM  | 61,05 PB |
| 2     | Darvinique Dean | BAH  | 62,50    |
| 3     | Rhianna Lewis   | JAM  | 62,61    |
| 4     | Bayli Major     | BAH  | 62,92    |
| 5     | Kaori Robley    | TTO  | 69,18    |

#### 4 × 100 m Staffel
| Platz | Land                     | Athletinnen      | Zeit (s) |
| ----- | ------------------------ | ---------------- | -------- |
| 1     | Trinidad und Tobago      | Symphony Patrick | 46,18    |
| 2     | Bahamas                  |                  | 46,43    |
| 3     | Bermuda                  |                  | 48,12    |
| 4     | Britische Jungferninseln | Jah'kyla Morton  | 49,84    |
| 5     | Guadeloupe               |                  | 50,08    |
| 6     | Martinique               |                  | 50,15    |
| 7     | Turks- und Caicosinseln  |                  | 51,13    |
|       | Jamaika                  |                  | DSQ      |

#### 4 × 400 m Staffel
| Platz | Land                     | Athletinnen | Zeit (min) |
| ----- | ------------------------ | ----------- | ---------- |
| 1     | Jamaika                  |             | 3:43,43    |
| 2     | Barbados                 | Aniya Nurse | 3:50,49    |
| 3     | Bahamas                  |             | 3:51,60    |
| 4     | Bermuda                  |             | 3:58,11    |
| 5     | Trinidad und Tobago      |             | 4:00,62    |
| 6     | Britische Jungferninseln |             | 4:08,41    |

#### Hochsprung
| Platz | Athletin            | Land | Höhe (m) |
| ----- | ------------------- | ---- | -------- |
| 1     | Asia McKay          | JAM  | 1,73 PB  |
| 2     | Jah'kyla Morton     | IVB  | 1,70 PB  |
| 3     | Shanniqua Williams  | JAM  | 1,65     |
| 4     | Tenique Vincent     | TTO  | 1,65 =SB |
| 5     | Tylah Pratt         | BAH  | 1,60     |
| 6     | Rivka Goede         | CUW  | 1,55 PB  |
| 7     | Kenniqua Grate      | IVB  | 1,55     |
| 8     | Alexandria Komolafe | BAH  | 1,50     |

#### Weitsprung
| Platz | Athletin             | Land | Weite (m) |
| ----- | -------------------- | ---- | --------- |
| 1     | Gerilin Barnes       | ATG  | 5,60 PB   |
| 2     | Sashana Johnson      | JAM  | 5,57      |
| 3     | Oceane Sainte-Hlaire | GLP  | 5,54 PB   |
| 4     | Cristal Daly         | IVB  | 5,41 PB   |
| 5     | Jamiah Nabbie        | BAH  | 5,40      |
| 6     | Tessa Clamy          | GLP  | 5,36 PB   |
| 7     | Tylah Pratt          | BAH  | 5,30 PB   |
| 8     | Shemonique Hazle     | JAM  | 5,23      |

#### Dreisprung
| Platz | Athletin             | Land | Weite (m) |
| ----- | -------------------- | ---- | --------- |
| 1     | Tessa Clamy          | GLP  | 11,67 PB  |
| 2     | Bayli Major          | BAH  | 11,60     |
| 3     | Sabrina Atkinson     | JAM  | 11,52     |
| 4     | Leane Alfred         | GUF  | 11,43 PB  |
| 5     | Oceane Sainte-Hlaire | GLP  | 11,28 PB  |
| 6     | Sofia Swindell       | ISV  | 11,25 PB  |
| 7     | Zoe Adderley         | BAH  | 11,23     |
| 8     | Chloe James          | TTO  | 10,46     |

#### Kugelstoßen (3 kg)
| Platz | Athletin       | Land | Weite (m) |
| ----- | -------------- | ---- | --------- |
| 1     | Dionjah Shaw   | JAM  | 14,48     |
| 2     | Peyton Winter  | TTO  | 13,66 PB  |
| 3     | Terrell McCoy  | BAH  | 13,31     |
| 4     | Naomi McDonald | ATG  | 13,06     |
| 5     | Mikayla Brown  | CAY  | 12,65 PB  |
| 6     | Daniell Nixon  | BAH  | 12,27     |
| 7     | Godisha Joseph | DMA  | 10,69     |

#### Diskuswurf
| Platz | Athletin          | Land | Weite (m) |
| ----- | ----------------- | ---- | --------- |
| 1     | Dionjah Shaw      | JAM  | 44,37     |
| 2     | Clementine Carias | GLP  | 32,86     |
| 3     | Daniell Nixon     | BAH  | 31,60     |
| 4     | Godisha Joseph    | DMA  | 31,06     |
| 5     | Gabrielle Smith   | CAY  | 29,32     |
| 6     | Kenyce Scavella   | BAH  | 27,55     |

#### Speerwurf (500 g)
| Platz | Athletin         | Land | Weite (m)   |
| ----- | ---------------- | ---- | ----------- |
| 1     | Kamera Strachan  | BAH  | 46,07 CR PB |
| 2     | Dior-Rae Scott   | BAH  | 45,13 PB    |
| 3     | Naya Jules       | LCA  | 42,92       |
| 4     | Zaala Lemmens    | CUW  | 34,12       |
| 5     | Sebastiana Reyes | SXM  | 29,55       |

### Mixed

#### 4 × 400 m Staffel
| Platz | Land                | Athleten                                                             | Zeit (min) |
| ----- | ------------------- | -------------------------------------------------------------------- | ---------- |
| 1     | Jamaika             | Javonya Valcourt Lacarthea Cooper Turmani Skinner Shimar Bain        | 3:24,62    |
| 2     | Grenada             | Cheffonia Houston Jamara Patterson Jayden Phillip Taigon Peterkin    | 3:27,22    |
| 3     | Jamaika             | Abigail Campbell Antonio Forbes Breanna Brown Tyrese Ebanks          | 3:29,35    |
| 4     | Trinidad und Tobago | Natasha Fox Kyle Williams Rasheeda Cave Cyril Sumner                 | 3:34,97    |
| 5     | St. Kitts und Nevis | Trishanni Warner A'Shaun Wilkinson De'Cheynelle Thomas Mason Cacious | 3:36,01    |
| 6     | Bermuda             |                                                                      | 3.49,68    |